# التوأمان السماويان (سومنر وكونليف)

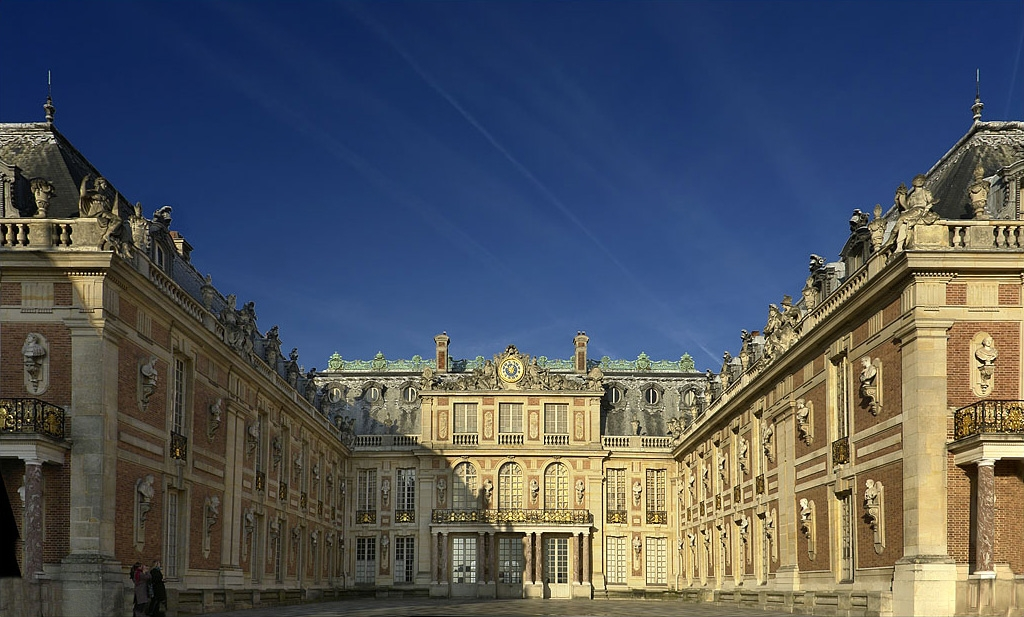
قصر فرساي حيث جرت المُفاوضات بشأن التعويضات الألمانية

التوائم السماوية (بالإنجليزية: Heavenly Twins)‏ هو الاسم المخصص لاثنين من المندوبين البريطانيين وهم القاضي اللورد سومنر [الإنجليزية] والمصرفي اللورد كونليف [الإنجليزية] خلال مفاوضات معاهدة فرساي عام 1919 الذين كان من المقرر أن يحددوا شروط السلام التي سيتم فرضها على ألمانيا بعد نهاية الحرب العالمية الأولى. كان اللوردان جنباً إلى جنب مع رئيس وزراء أستراليا بيلي هيوز مسؤولين عن عرض قضية السيادة البريطانية ومبالغ التعويضات التي كان من المقرر انتزاعها من ألمانيا بعد الحرب العالمية الأولى.

## أصل الاسم
هناك آراء مختلطة حول كيفية صياغة المُصطلح؛ فبالنسة لميلو كينز [الإنجليزية] فقد استخدم الدبلوماسي الأمريكي نورمان ديفيس العبارة لأول مرة. بينما بالنسبة للمؤرخ أنطوني لينتين فالعبارة بدأت بالتداول بين الأعضاء الأصغر سناً في الوفد البريطاني.
كانت هناك ثلاثة أسباب رئيسية لإطلاق لقب السماوّية:
- المبالغ الكبيرة «الفلكية»[3] التي اعتقد التوأم أنه يجب استخراجها من ألمانيا،
- الابتسامة الجميلة التي يتبناها كلاهما أحياناً بعد إصدار حكم في المواقف التي يكون فيها لهما اليد العليا في المناظرة
- حقيقة أنهما كانا لا ينفصلان بشكل عام في فرساي - سواء في العمل أو أثناء الاستمتاع بالحياة الليلية في باريس.

بالإضافة إلى ذلك، كان البريطانيون في عام 1919 مُتأثرين جداً برواية سارة غراند المرأة الجديدة «التوائم السماوية» وكانت من الكتب الأكثر مبيعاً.